# Rainer Cadenbach

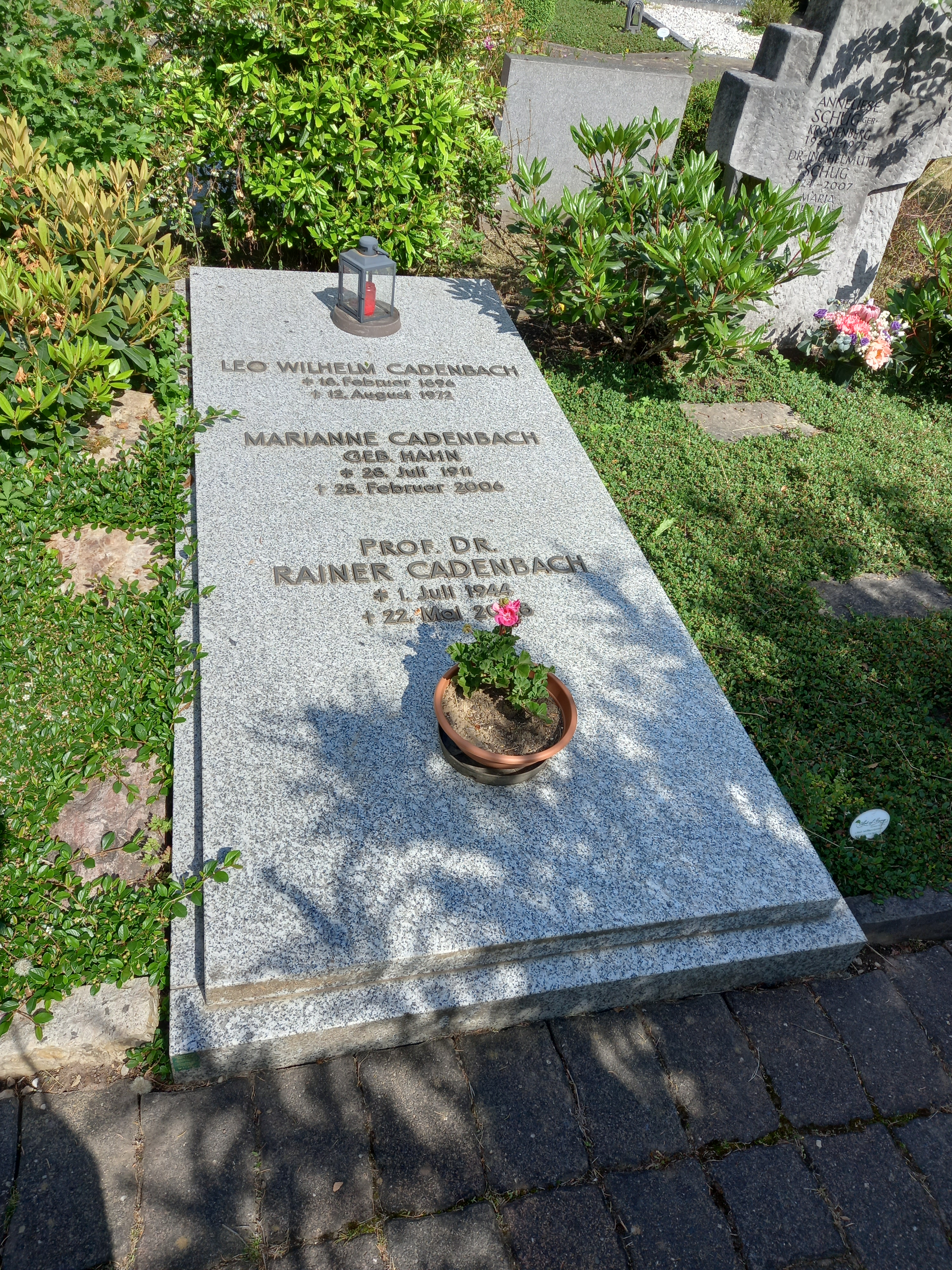
Das Grab von Rainer Cadenbach im Familiengrab auf dem Südfriedhof (Bonn)

Rainer Cadenbach (* 1. Juli 1944 in Reichensachsen bei Kassel; † 22. Mai 2008 in Berlin) war ein deutscher Musikwissenschaftler und Hochschullehrer.

## Leben
Cadenbach studierte an der Rheinischen Friedrich-Wilhelms-Universität in Bonn Germanistik (bei Benno von Wiese und Rudolf Schützeichel), Philosophie (bei Hans Wagner und Hariolf Oberer) sowie Musikwissenschaft (bei Emil Platen und Günther Massenkeil). 1970 legte er sein Staatsexamen ab und wurde 1977 mit der Arbeit Das musikalische Kunstwerk promoviert. Anschließend war er Wissenschaftlicher Assistent am Philosophischen, später am Musikwissenschaftlichen Seminar der Bonner Universität. In den 1970er und 80er Jahren leitete er nebenamtlich in Bonn das Hochschulorchester Camerata musicale (heute Uniorchester Bonn – Camerata musicale). 1985 habilitierte er sich mit einer Arbeit über Max Regers Skizzen und Entwürfe und wurde Privatdozent. 1987 bis 1989 übernahm er eine Lehrstuhlvertretung für Musikwissenschaft an der Hochschule der Künste in Berlin (seit 2001 Universität der Künste Berlin), wo er 1989 in der Nachfolge von Reinhold Brinkmann eine Berufung auf diese Professur erhielt.
Cadenbach konzipierte und leitete zahlreiche fachbereichs- bzw. fakultäts-übergreifende künstlerisch-wissenschaftliche Projekte, Symposien und Kongresse. Themen waren der Komponist Dieter Schnebel (1990, 2000), die Musikwissenschaft im vereinigten Berlin (1991), Musik und Visualisierung (1992), Walter Benjamin (1993), John Cage (1993), Friedrich Nietzsche (1994), Paul Hindemith (1995), Joseph Joachim (1995, 1997, 2007), Surrealismus und DADA (1998), Bohuslav Martinů (1999), Hermann Kretzschmar (1999), Beethoven (1996, 1999, 2001), Ernst Pepping (2001, 2006), Max Reger (2003, 2006), Richard Strauss (1999), Franz Schreker und seine Schüler (2003) und George Enescu (2005). 1997 bis 2005 gehörte er zu den tragenden Mitarbeitern des ersten Graduiertenkollegs an einer deutschen Kunsthochschule zum Thema Praxis und Theorie des künstlerischen Schaffensprozesses.
2002 richtete Cadenbach an der Universität der Künste eine Beethoven-Forschungsstelle ein, die mit Finanzierung der Deutschen Forschungsgemeinschaft die umfangreiche Edition Beethoven aus der Sicht seiner Zeitgenossen erarbeitete. Mitarbeiter an dem Projekt, das 2008 abgeschlossen wurde, waren Klaus Martin Kopitz, Oliver Korte und Nancy Tanneberger.

## Schriften
- Das musikalische Kunstwerk. Grundbegriffe einer undogmatischen Musiktheorie (= Perspektiven zur Musikpädagogik und Musikwissenschaft. Band 5). Bosse, Regensburg 1978, ISBN 978-3-7649-2185-9
- Mythos Beethoven. Ausstellungskatalog. Laaber, Laaber 1986, ISBN 978-3-89007-110-7
- Max Reger – Skizzen und Entwürfe. Quellenverzeichnis und Inhaltsübersichten (= Schriftenreihe des Max-Reger-Instituts Bonn. Band 7). Breitkopf & Härtel, Wiesbaden 1988, ISBN 978-3-7651-0251-6
- Max Reger und seine Zeit (= Große Komponisten und ihre Zeit). Laaber, Laaber 1991, ISBN 978-3-89007-140-4